# Rhoda Erdmann

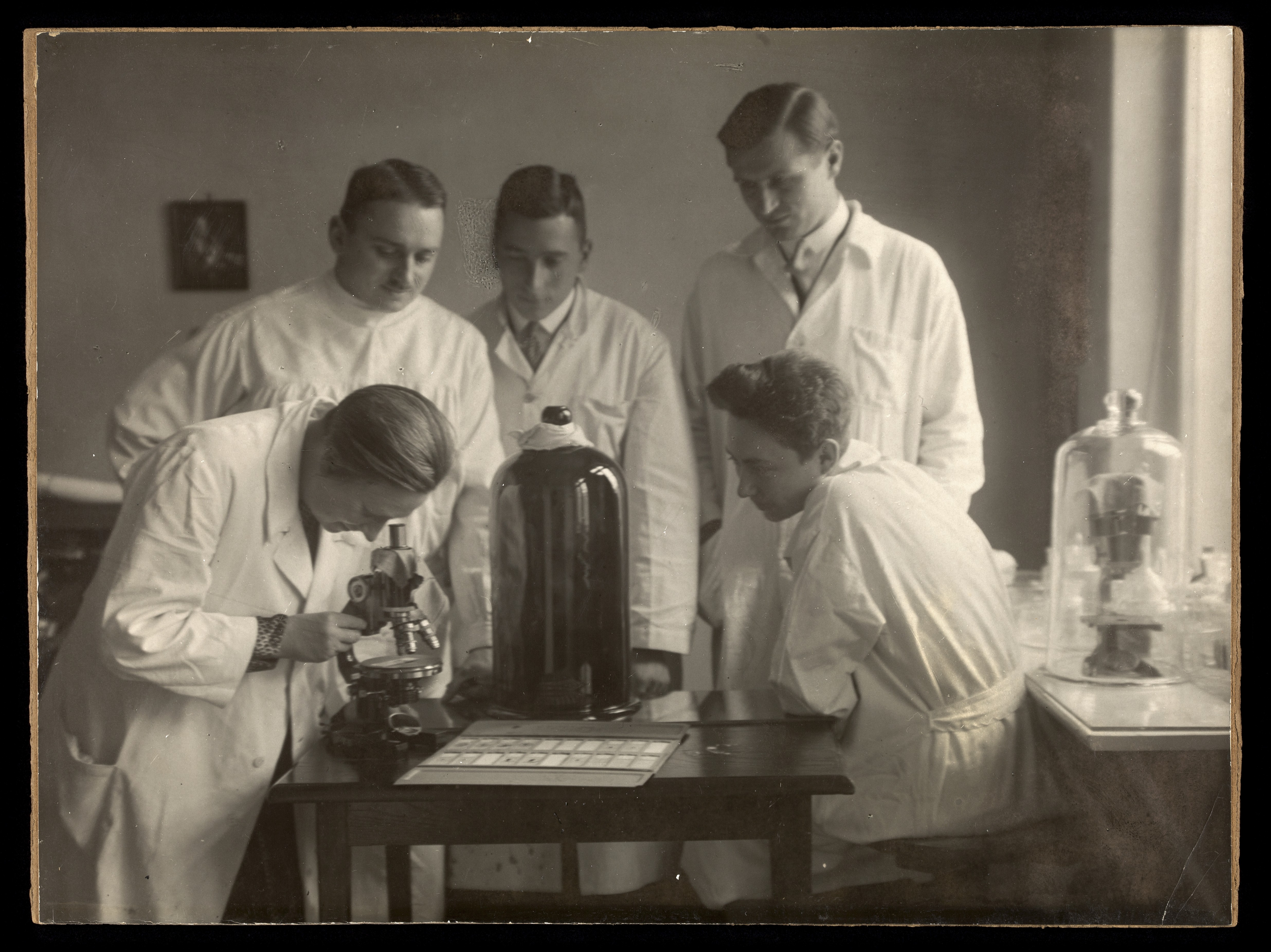
Erdmann (izquierda) en su laboratorio de Berlín, 1929

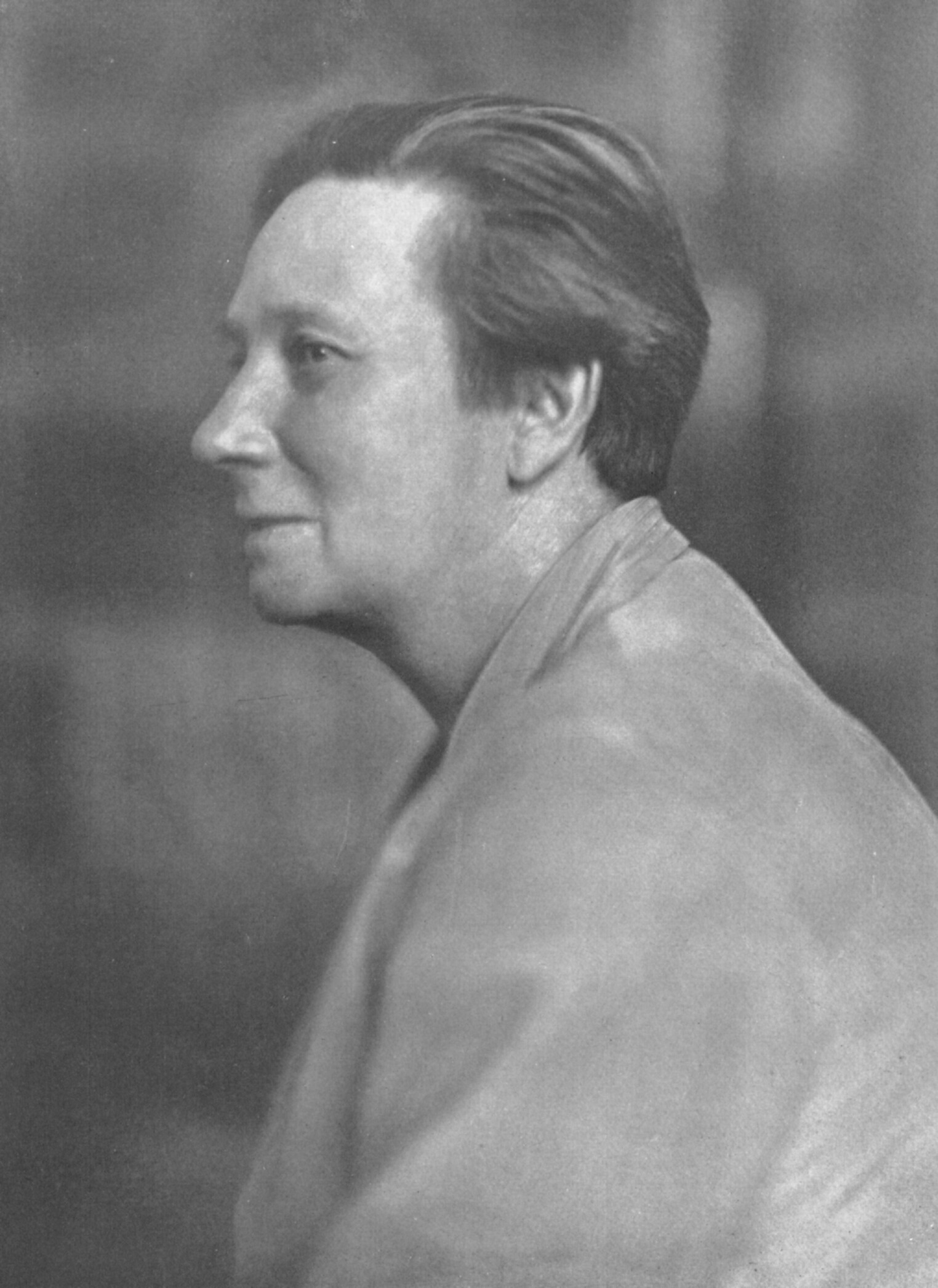
Rhoda Erdmann en los años 30

Rhoda Erdmann (5 de diciembre de 1870 – 23 de agosto de 1935) fue una bióloga celular alemana.   Erdmann, que trabajó a principios del siglo XX, fue una pionera de la biología celular y una de las pocas mujeres en su campo en ese momento. El trabajo de Erdmann se centró en la reproducción de protozoos, con especial interés en el cultivo de tejidos y la reproducción celular in vitro . Su trabajo como protozoóloga le valió un puesto de estudiante de posgrado como profesora en la Universidad de Yale, aunque su estancia en Estados Unidos se vio interrumpida por el sentimiento antialemán en torno a la Primera Guerra Mundial. Después de un encarcelamiento forzoso y luego deportación en 1919, Erdmann tomó un puesto de investigación en el Instituto de Investigación del Cáncer del Hospital Charité de la Universidad Friedrich-Wilhelms de Berlín . Allí instituyó el primer departamento de citología experimental en Alemania. Trabajó en la Universidad durante casi 10 años antes de recibir la cátedra oficial en 1929. Su trabajo se vio interrumpido una vez más con el ascenso del nazismo en 1933, cuando fue despojada de su puesto de profesora. Murió en Berlín en 1935.

## Carrera
Después de aprobar el examen requerido en 1892, se mudó primero a Inglaterra y luego a Rumania para trabajar como profesora, terminando finalmente con un puesto en una Volksschule en Hamburgo en 1899. En 1900 obtuvo honores de primera clase en el examen de docencia. En 1903, Erdmann dejó su puesto docente para continuar sus estudios. Realizó cursos de zoología y botánica en Berlín, Zurich, Marburg y Munich . Trabajó con materiales animales vivos en la Estación Zoológica de Nápoles y en 1907 aprobó el examen universitario que recibió en el Realgymnasium de Kassel (Hesse). Recibió un doctorado. en biología de la Universidad de Munich en 1908, trabajando en el laboratorio de Richard Hertwig . Su disertación, Experimentelle Untersuchung der Massenverhältnisse von Plasma, Kern und Chromosomen in dem sich entwickelnden Seeigelei, (Investigación experimental de las proporciones de masa de plasma, núcleo y cromosomas en el huevo de erizo de mar en desarrollo)  estableció su carrera como protozoóloga. Fue una de las primeras estudiantes de doctorado en Alemania, ya que a las mujeres sólo se les permitió realizar investigaciones doctorales a partir del año 1900.

### Investigación citológica
Después de recibir su doctorado, Erdmann pasó a trabajar como asistente de investigación en el Instituto de Enfermedades Infecciosas del Instituto Robert Koch y el Hospital Charité de Berlín, donde trabajó de 1908 a 1913. Trabajando con August von Wassermann, Erdmann intentó desarrollar vacunas contra los virus de la cianofilia (ahora reconocidos como influenza aviar de alta patogenicidad H7  ) en pollos.  En 1913, recibió una beca de un año de la Fundación Rockefeller para realizar investigaciones citológicas en el Laboratorio Zoológico Osborn de la Universidad de Yale . En Yale, trabajó con Ross Granville Harrison, el destacado biólogo del desarrollo, en métodos para propagar células in vitro . Después de que terminó su beca, recibió una oferta de Harrison para regresar a Yale como profesora, algo notable, dado que los estatutos de Yale tuvieron que cambiarse para admitir a una mujer como profesora. De 1915 a 1918, fue miembro de la facultad de Yale y la primera mujer miembro de la Facultad de Graduados de Yale. En 1915 fue nombrada investigadora asociada en el Instituto Rockefeller de Investigación Médica de Princeton, donde pasó los veranos estudiando técnicas de cultivo de tejidos. Erdmann pudo cultivar con éxito células de médula ósea de pollo como parte de sus intentos de atenuar el virus de la cianolofia.  Estos estudios fueron importantes para trabajos futuros en los campos de la hematología y la virología. Además, su trabajo sobre la supervivencia de los cultivos de Paramecium aportó importantes conocimientos sobre la senescencia celular y los métodos de transmisión genética. 

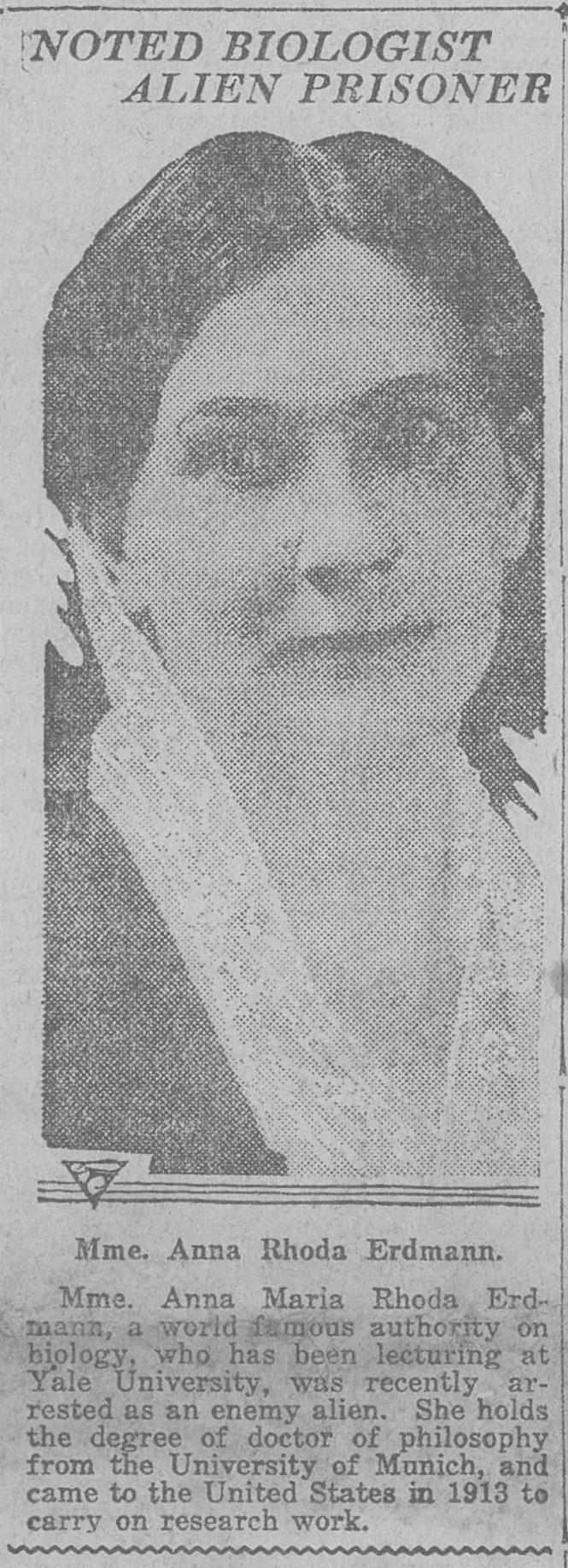
Clip de la portada de The Ogden Standard (periódico), Ogden City, Utah, el miércoles 15 de mayo de 1918.

Su trabajo en Yale y Princeton fue interrumpido por la Primera Guerra Mundial . La histeria de la guerra arrojó sospechas sobre los ciudadanos alemanes; Como ciudadano alemán que trabajaba en biología, la gente empezó a sospechar que Erdmann cultivaba bacterias maliciosas. En 1918, Erdmann fue acusada de envenenar el suministro de agua potable de New Haven e introducir el cólera en los pollos en los EE. UU.  Perdió su trabajo en Yale en febrero de 1918 y estuvo encarcelada desde mayo hasta septiembre, cuando Harrison y un número de sus amigas. Luego fue deportada a Alemania la primavera siguiente. 

### Investigación celular experimental
Erdmann tuvo dificultades para encontrar trabajo en Alemania y pasó un año antes de que consiguiera un puesto en el Instituto de Investigación del Cáncer del Hospital Charité de la Universidad Friedrich-Wilhelms de Berlín . Allí creó un departamento de investigación celular experimental, el primero de su tipo en Alemania. Recibió el estatus de profesora en el departamento de Zoología de la universidad en 1920. Fue nombrada miembro de la facultad de medicina en 1923 y ascendida a profesora asociada con estatus de servicio civil de pleno derecho en 1929. En abril de 1930, su departamento se separó oficialmente y se denominó Instituto de Citología Experimental (Institut für Experimentell Zellforschung), donde se desempeñó como directora.En el instituto introdujo métodos de cultivo de tejidos que había aprendido en EE. UU. Entre sus muchas contribuciones estuvo la demostración de que el cáncer se puede propagar mediante filtrados libres de células que contienen virus. Fue la primera mujer alemana en dirigir un instituto universitario.  Erdmann también fundó la revista Archiv für experimentelle Zellforschung en 1925 y fue su editora hasta su muerte. Concibió la idea de una Sociedad Internacional de Citología Experimental y fue su secretaria general permanente. 

### Jubilación forzosa
Cuando los nazis llegaron al poder en 1933, se le prohibió trabajar en el laboratorio después de haber sido denunciada por el eugenista Henry Zeiss y el cirujano ortopédico Hermann Gocht como judía. Cuando resultó ser falso, fue acusada de ayudar a sus estudiantes judíos a conseguir puestos y emigrar.  Luego cerraron su instituto y se vio obligada a jubilarse.  La Gestapo la encarceló durante dos semanas en la primavera de 1933, pero fue liberada debido a la presión internacional. Sin embargo, en 1934 el gobierno alemán abrió otro instituto de citología experimental bajo su dirección. Estuvo activa hasta su muerte, habiendo completado recientemente un manuscrito. En 1992, la sección alemana de la Asociación Europea de Cultivo de Tejidos creó un fondo de investigación en nombre del Dr. Erdmann. En 2016, se inauguró la Casa Rhoda Erdmann en el Campus Norte de Ciencias Biológicas de la Universidad Humbold de Berlín. Por su forma curva y su fachada de metal verde, la casa Rhoda Erdmann en la calle Philippstraβe se conoce como la "ameba verde". 

## Vida y educación
Anna Maria Rhoda Erdmann nació en Hersfeld, Hessen, el 5 de diciembre de 1870.  Hija de Anna Maria y el Dr. Heinrick E. Erdmann (que era profesor de secundaria), Erdmann creció en una familia de científicos y médicos.  Erdmann asistió a la escuela para niñas St. John's en Hamburgo, donde se formó para ser profesora de niñas de secundaria y media. Luego, Erdmann trabajó como profesora durante unos nueve años antes de avanzar en su carrera posterior, porque era casi la única carrera con inclinación académica para mujeres en Alemania.  Tras una larga y agitada carrera investigadora, Erdmann murió en Berlín  el 24 de agosto de 1935 a la edad de 64 años a causa de un ataque cardíaco. 

### Contribuciones feministas
Rhoda Erdmann es considerada un modelo a seguir y pionera, ya que fue miembro de la primera generación de mujeres que pudieron seguir una carrera en el campo académico. Fue colaboradora de un libro llamado "Mujeres líderes en Europa" donde habló de sus experiencias y las dificultades que enfrentaba al competir con científicos varones.  Tenía la perspectiva de que las opiniones de las mujeres que trabajaban en la ciencia a menudo eran eclipsadas por las de los hombres en ese campo. Erdmann notó que a las mujeres a menudo se les asignaban tareas rutinarias más simples que las mantenían demasiado ocupadas para realizar su propia investigación. En su biografía, Erdmann señala que tuvo que "labrarse su posición académica mediante el trabajo duro". 